# مالکوم دانره
مالکوم دانره (به انگلیسی: Malcolm Danare) (زاده ۷ نوامبر ۱۹۶۲) بازیگر آمریکایی است.
از فیلم‌های معروف او می‌توان به بازی در گودزیلا اشاره کرد.